# Libellula pulchella
Libellula pulchella is een libellensoort uit de familie van de korenbouten (Libellulidae), onderorde echte libellen (Anisoptera).
De wetenschappelijke naam Libellula pulchella is voor het eerst geldig gepubliceerd in 1773 door Drury.